# Mariella Mosler
Mariella Mosler (* 1962 in Oldenburg) ist eine deutsche Installationskünstlerin.
Mosler studierte von 1985 bis 1992 Kunst an der Hochschule für bildende Künste Hamburg bei Stanley Brouwn. Zusätzlich studierte sie Philosophie. 2003 wurde sie als Hochschullehrerin an die Staatliche Akademie der Bildenden Künste Stuttgart berufen.
Im Mittelpunkt ihres Schaffens steht die Auseinandersetzung mit dem Ornament. Quarzsand, Pappe, Kokosfasern, Schaumstoff, Liebesperlen, Fruchtgummi, Lametta, Spiegel, Blattaluminium oder Luftpolsterfolien sind der Rohstoff für die Bodenarbeiten, ornamentale Sandreliefs und Wände bedeckende Installationen von Mariella Mosler. Ein großer Teil ihrer Arbeiten ist temporär.
Die bekanntesten Arbeiten sind Mariella Moslers Bodenarbeiten aus Quarzsand, die mit handwerklicher Präzision entstanden sind. Ausgangspunkt für die komplizierten Bodenreliefs ist die Analyse des gegebenen Raums. Auf der Basis des Vorgefundenen entstehen auf dem Papier exakte geometrische Entwürfe, die auf den Boden übertragen und anschließend in Sand ausgeführt werden.
Kleinere, filigrane Wandarbeiten (Haarwand, 2001) oder Vorhänge bestehen aus Haaren. Hundreds and Thousands ist ein 12 Meter mal 6 Meter großer Teppich aus Liebesperlen.
Mariella Mosler war 1997 Teilnehmerin der documenta X in Kassel und hatte zahlreiche Gruppen- und Einzelausstellungen, unter anderem 2002 in der Hamburger Kunsthalle, 2004 Kunsthalle Göppingen, 2012 Kunsthalle Gießen.